# Hybauchenidium holmi
Hybauchenidium holmi är en spindelart som beskrevs av Yuri M. Marusik 1988. Hybauchenidium holmi ingår i släktet Hybauchenidium och familjen täckvävarspindlar. Inga underarter finns listade i Catalogue of Life.